# Йоахим Фридрих фон дер Шуленбург
Йоахим Фридрих фон дер Шуленбург (на немски: Joachim Friedrich von der Schulenburg; * 1581; † 1633) е благородник от род фон дер Шуленбург в Алтмарк в Саксония-Анхалт.
Той е най-малкият син на Вернер XVII фон дер Шуленбург (* 1541; † 11 януари 1581) и съпругата му Барта София фон Бартенслебен (1550 – 1606), дъщеря на Ханс фон Бартенслебен и Агнесе (Илза) фон Раутенберг. Братята му са Левин IV фон дер Шуленбург (1571 – 1614) и Ханс XI фон дер Шуленбург (1572 – 1611).

## Фамилия
Йоахим Фридрих фон дер Шуленбург се жени за графиня Берта фон дер Шуленбург († 1649), дъщеря на граф Ведиге I фон дер Шуленбург († 1584) и Маргарета фон Бодендорф (1543 – 1605). Берта е сестра на графиня Абел фон дер Шуленбург († сл. 1606/1618), която е съпруга на брат му Ханс XI фон дер Шуленбург (1572 – 1611).
Те имат два сина:
- Вернер XXII фон дер Шуленбург (1611 – 1644)
- Йохан фон дер Шуленбург († 1614)